# 中小路与平治
初代 中小路 与平治（なかこうじ よへいじ、1845年（弘化2年6月） - 1922年（大正12年）12月18日）は、明治時代滋賀県の政治家。貞章（さだあき）と改名。

## 経歴
中小路与平治は、1845年（弘化2年）近江国蒲生郡西庄村（後の金田村、現滋賀県近江八幡市）に村井又兵衛の三男として生まれ、幼名を直次郎と称した。北脇醒斬に漢詩、儒学を修め、1867年（慶応3年）に郷総代を務める中小路健治の養子となり、1870年（明治3年）名を与平治に改める。
1871年5月23日（明治4年4月5日）に戸籍法施行の翌年戸長に就任し、1879年（明治12年）府県会開設後蒲生郡より第一回選出滋賀県会議員64名の一人として当選、その後常置委員に選出された。1885年明治18年3月16日第6代滋賀県会副議長に選ばれ、1887年明治20年11月11日第6代滋賀県会議長を2期務めた。その間、1891年（明治24年）5月11日大津事件に際しては滋賀県会において指導的立場にあった鵜飼退蔵・林田騰九郎・上田喜陸・岡田逸治郎・八田四郎次・辻平吾・馬場新三・脇坂行三・川島宇一郎と共に与平治は発起人となり京に滞在中のロシア皇太子宛「謝罪と見舞いのための電文」が打電された。
1890年（明治24年）7月1日第1回衆議院議員総選挙において、滋賀3区より立候補し当選した伊庭貞剛が辞職したため補欠として議員となり、その後1892年2月15日第2回衆議院議員総選挙・1894年3月1日第3回衆議院議員総選挙において連続当選したが、1894年9月1日第4回衆議院議員総選挙にて落選した。当時の記事において党に属さず、厳正中立と言いながら曖昧な態度を指摘されている。

## 親族
- 長男 中小路与平治[4] - 第11回衆議院議員総選挙において滋賀郡部より当選、滋賀県農工銀行頭取・近江水産組合長を務めた。